# Виенна (Западная Виргиния)
Виенна (англ. Vienna) — город в округе Вуд, штат Западная Виргиния, расположенный на реке Огайо. Соседствует с Паркерсбергом. По данным переписи 2010 года, в городе проживало 10 749 человек. Город является третьим по количеству населения в агломерации Паркерсберг-Виенна-Мариетта.
Название городу в 1794 году дал доктор Джозеф Спенсер, выбравший его по названию города Виенна в Нью-Джерси, возле которого он участвовал в сражении войны а независимость США. Поселение было основано на 5000 акрах земли, выделенных Спенсеру за военную службу. Первым мэром получевшей статус города Виенны стал в 1935 году Чарльз Блэр. До 1940-х годов город был известен как центр производства цветного стекла, используемого в строительстве.

## География
Виенна расположена на левом берегу реки Огайо к северу от города Паркерсберг. В 12 км на северо-восток расположен город Мариетта. По данным Бюро переписи населения США, Виенна занимает площадь 9,82 км².

## Демография

### Перепись 2010 года
По данным переписи 2010 года, в городе проживало 10749 человек, насчитывалось 4707 домохозяйств, 3054 семьи. Плотность населения составляла 1095 чел/км². Количество домов составляло 5091 при плотности 518,7 ед./км². Расовый состав населения: 95,9 % белые, 1,1 % негры, 0,2 % индейцы, 1,4 % азиаты, 0,3 % другие расы, 1,0 % представителей смешанных рас. Латиноамериканцы составляли 0,8 % населения.
На 4707 домохозяйств приходилось 26,5 % семей с детьми до 18 лет, 50,5 % пар, состоящих в законном браке, 10,4 % одиноких женщин, 4,0 % одиноких мужчин и 35,1 % несемейных. 30,4 % домовладений являлись индивидуальными хозяйствами, 13,4 % принадлежали одиноким жителям старше 65 лет. Средний размер домохозяйства — 2,24 чел., средний размер семьи — 2,77 чел.
Медианный возраст жителей 43,8 года. 20,2 % младше 18 лет; 8,1 % в возрасте от 18 до 24 лет; 23 % в возрасте от 25 до 44 лет; 29,1 % в возрасте от 45 до 64 лет; 19,6 % старше 65 лет. 47,0 % жителей города были мужчинами, 53,0 % — женщинами.

## Образование
В Виенне находится средняя школа Джексона. Согласно веб-сайту школы, в 1998 году она была отмечена знаком отличия Западновиргинских школ, в 1999 получила Голубую ленту Западной Виргинии, Голубую ленту Департамента образования в 1999—2000 годах и признана образцовой школой Западной Виргинии в 2000, 2004 и 2006 годах. Школа считается одним из лучших заведений среднего образования в штате. В школе продолжают образование выпускники младших школ Гринмонта, Виенны и Нила.

## Комментарии
1. ↑  Название города совпадает с названием столицы Австрии — Вены.